# ريتشي ويلنس
ريتشي ويلنس (بالإنجليزية: Richie Wellens)‏ (26 مارس 1980 في المملكة المتحدة - ) هو لاعب كرة قدم بريطاني في مركز الوسط. لعب مع أولدهام أثلتيك وإيبسويتش تاون وشروزبري تاون وليستر سيتي وماكليسفيلد تاون ومانشستر يونايتد ونادي بلاكبول ونادي دونكاستر روفرز.

## وصلات خارجية
- ريتشي ويلنس على موقع قاعدة بيانات كرة القدم.إي يو (الإنجليزية)
- ريتشي ويلنس على موقع Soccerbase.com (لاعب) (الإنجليزية)
- ريتشي ويلنس على موقع Soccerway.com (الإنجليزية)